# Hardcore skinhead
Hardcore skinhead foi um termo que surgiu em meados dos anos 80 para classificar a cena de bandas skinheads que estavam associadas principalmente com o hardcore em vez de Ska, Soul, Reggae ou outros gêneros associada com a subcultura skinhead. O hardcore skinhead possui uma sonoridade similar ao do hardcore punk, porém as músicas são cantadas da mesma forma do Oi!, muitas vezes se assemelhando com cantos de futebol, tal motivo que o torna um pouco diferente do estilo tradicional devido as influências da cena skinhead inglesa.
É discutível exatamente onde e quando a subcultura hardcore skinhead americana se originou. No entanto, em 1984, a maior cena de hardcore skinhead surgiu no NYHC, principalmente em Nova York, apesar de que em Detroit, Chicago, Seattle e Boston também tinha cenas fortes. Os skinheads tornaram-se predominantes na cena no final da primeira onda de hardcore, e continuou a ser feito através de grupos de youth crew. Muitas das principais bandas de skinhead hardcore de Nova York foram influenciadas pelo crossover thrash. No início dos anos 90, houve um forte declínio no envolvimento de skinheads na cena hardcore, por isso muitos deles se mudaram para a cena Oi! americana que estava em crescimento. No entanto, estas bandas skinheads Oi! americanas eram distintas das suas predecessoras inglesas porque elas foram influenciadas pelo som do hardcore americano. A cena hardcore skinhead não desaparecer completamente de Nova York, com várias bandas provenientes da tripulação DMS (Doc Marten Skinheads). Além disso, o hatecore (um subgênero do hardcore punk) tornou-se cada vez mais popular entre os boneheads white powers . Deve-se notar que as cabeças raspadas foram, e continuam sendo populares entre os indivíduos da cena hardcore novaiorquina mesmo nas bandas que não são ou não se identificam como skinheads.

## Algumas bandas do estilo
- Agnostic Front
- Cro-Mags
- Gorilla Biscuits
- Iron Cross
- Madball
- Murphy's Law
- Sick Of It All
- Warzone